# Епархия Аполлонии Иллирийской
Епархия Аполлонии Иллирийской (лат. Dioecesis Apolloniensis) — титулярная епархия Римско-Католической церкви.

## История
Античный город Аполлония Иллирийская находился в римской провинции Epirus Novus Македонского диоцеза. В первые века христианства Аполлония Иллирийская была центром одноимённой епархии, которая входила в митрополию Диррахия (сегодня — Архиепархия Тираны — Дурреса).
С 1726 года епархия Апллонии является титулярной епархией Римско-Католической церкви.

## Ординарии епархии
- епископ Фелиций (упоминается в 431 году);
- епископ Павел (упоминается в 448 году);
- епископ Евсевий (упоминается в 451 году).

## Титулярные епископы
- епископ Джулио Саббатини SchP[1] (20.03.1726 — 8.03.1745) — назначен епископом Модены;
- епископ Бернардо Бонавентура Бокенхемер OFM (22.11.1745 — ?);
- епископ François de Pierre de Bernis (10.12.1781 — 20.09.1784) — назначен титулярным архиепископом Дамаска;
- епископ Себастьяно Алькаини CRS (14.02.1785 — 26.09.1785) — назначен епископом Беллуно;
- епископ Федерико Мария Молин (26.09.1785 — 24.08.1807) — назначен епископом Адрии;
- епископ James Whitfield (8.01.1828 — 29.01.1828) — назначен архиепископом Балтимора;
- епископ Томас Джозеф Браун OSB (5.06.1840 — 29.09.1850) — назначен епископом Ньюпорта и Меневии;
- епископ Louis-Simon Faurie MEP (8.04.1851 — 21.06.1871);
- епископ Joseph-Marie Laucaigne MEP (3.10.1873 — 18.01.1885);
- епископ Alphonse Joseph Glorieux (3.03.1885 — 26.08.1893) — назначен епископом Бойсе;
- епископ Луиджи Доменико Ченчи TC (17.09.1894 — 4.03.1910);
- епископ Antonio Álvaro y Ballano (18.07.1913 — 25.05.1914) — назначен епископом Саморы;
- епископ Педро Сегура-и-Саэнс (14.03.1916 — 10.07.1920) — назначен епископом Кории;
- епископ Arnoldus Johannes Hubertus Aerts MSC (20.07.1920 — 30.07.1942);
- епископ Pierre-Louis Genoud CSSp (17.05.1945 — 15.10.1945);
- епископ Джон Патрик Коди (10.05.1947 — 11.09.1956) — назначен епископом Канзас-Сити-Сент-Джозефа;
- епископ Franz Žak (4.12.1956 — 1.10.1961) — назначен епископом Санкт-Пёльтена;
- епископ Джузеппе Каприо (14.10.1961 — 30.06.1979);
- епископ Vincenzo Cirrincione (21.02.1980 — 8.01.1986) — назначен епископом Пьяцца Армерины;
- епископ Хорхе Мария Мехия (8.03.1986 — 21.02.2001);
- епископ Gilberto Jiménez Narváez (20.03.2001 — по настоящее время).

## Источник
- Annuario Pontificio, Libreria Editrice Vaticana, Città del Vaticano, 2003, стр. 915, ISBN 88-209-7422-3
- Pius Bonifacius Gams, Series episcoporum Ecclesiae Catholicae, Leipzig 1931, стр. 394  (лат.)
- Michel Lequien, Oriens christianus in quatuor Patriarchatus digestus, Parigi 1740, Tomo II, coll. 248—249  (лат.)
- Daniele Farlati-Jacopo Coleti, Illyricum Sacrum, vol. VII, Venezia 1817, стр. 395—396  (лат.)
- Konrad Eubel, Hierarchia Catholica Medii Aevi, vol. 5, p. 91; vol. 6, стр. 90  (лат.)